# Flash Gordon (serial)

Flash Gordon este un film serial științifico-fantastic din 1936, care înfățișează povestea a trei oameni de pe Pământ, care călătoresc pe planeta Mongo pentru a lupta împotriva răului împărat Ming Merciless.
Buster Crabbe, Jean Rogers, Charles Middleton, Priscilla Lawson și Frank Shannon au interpretat rolurile principale.
În 1996, Flash Gordon a fost desemnat în Statele Unite de către Registrul Național de Film de la Biblioteca Congresului SUA ca fiind „cultural, istoric, cu un punct de vedere estetic semnificativ”.